# تيريل ماكنتاير
تيريل ماكنتاير (بالإنجليزية: Terrell McIntyre)‏ مواليد 18 أكتوبر 1977 في فاييتفيل، هو لاعب كرة سلة أمريكي معتزل. بدأ مسيرته الاحترافية في سنة 1999. يبلغ طوله 5 قدم 9.25 بوصة (1.8 م). اعتزل اللعب في 2011.

## المسيرة الاحترافية
لعب مع بي سي إم جرافيلين في الدوري الفرنسي في موسم 1999–2000، ثم لعب مع لوفين براونشفايغ في موسم 2000–2001، ثم لعب مع فيرارا في الدوري الإيطالي في موسم 2003–2004، ثم لعب مع أورلاندينا باسكيت في موسم 2004–2005، ثم لعب مع بالاكانسترو ريجيانا في الدوري الإيطالي في موسم 2005–2006، ثم لعب مع منز سانا 1871 باسكت من سنة 2006 إلى 2010، ثم لعب مع بالونكيستو مالقا في الدوري الإسباني في موسم 2010–2011، ثم لعب مع فيرتوس بالاكانسترو بولونيا في سنة 2011.

## الإنجازات
- ليغا باسكيت الدرجة الأولى : (2007، 2008، 2009، 2010)
- كأس إيطاليا لكرة السلة : (2009، 2010)

## روابط خارجية
- تيريل ماكنتاير على موقع الدوري الأوروبي لكرة السلة (الإنجليزية)
- تيريل ماكنتاير على موقع الدوري الإسباني لكرة السلة (الإسبانية)
- تيريل ماكنتاير على موقع كرة السلة الأوروبية.كوم (الإنجليزية)
- تيريل ماكنتاير على موقع DraftExpress.com (الإنجليزية)
- تيريل ماكنتاير على موقع كلية كرة السلة في سبورتس رفرنس.كوم (الإنجليزية)
- تيريل ماكنتاير على موقع ريلجم (الإنجليزية)
- تيريل ماكنتاير على موقع بروبوليرز (الإنجليزية)
- تيريل ماكنتاير على موقع سبورتس رفرنس (الإنجليزية)
- تيريل ماكنتاير على موقع سبورتس رفرنس (الإنجليزية)